# Ghabaghib
Ghabaghib (en arabe : غباغب, Ğabāğib, également orthographié Ghabagheb) est une ville du sud de la Syrie, rattachée administrativement au gouvernorat de Deraa. Située à une soixantaine de kilomètres au nord de Deraa, elle est bordée par les localités de Muthabin au sud-est, al-Sanamayn au sud, Deir al-Bukht et Deir al-Adas à l'est Khan Dannun au nord et al-Qin au nord-ouest.
Selon le Bureau central syrien des statistiques, la ville de Ghabaghib avait une population de 11 802 habitants lors du recensement de 2004. La ville est également le centre administratif du nahié de Ghabaghib, qui est composé de treize villages pour une population totale de 45 793 habitants.

## Histoire
Le 16 janvier 1992, la ville de Jérusalem apprend qu'Alam al-Din Sulayman, un émir du général ayyoubide Saladin, est mort à Ghabaghib alors qu'il se rendait à Alep. Plus tard, au début du XIIIe siècle, le géographe syrien Yaqout al-Rumi visite la ville de Ghabaghib et écrit que c'est « un village du Hauran situé à six lieues de Damas ». 
En 1596, la localité de Ghabaghib est mentionnée dans les registres d'impôts ottomans ; elle fait alors partie du nahié de Bani Kilab, dans le sandjak du Hauran. Sa population est à l'époque entièrement musulmane ; le village se composait de six foyers et de cinq habitations célibataires. Les habitants devaient payer des taxes sur le blé, l'orge et les diverses récoltes, ainsi que sur les chèvres et les ruches d'abeilles.
Au milieu du XIXe siècle, Ghabaghib est un petit village composé de bâtiments faits de basalte noir. La localité, située au bord de la route du hajj (pèlerinage musulman) entre Damas et La Mecque, était un lieu d'hébergement intermédiaire pour les pèlerins qui désiraient s'arrêter entre Khan Dannun et al-Sanamayn. Une tour est construite sous les ordres du sultan ottoman Sélim Ier. Ghabaghib devient ensuite un arrêt sur la ligne de chemin de fer du Hedjaz allant de Damas à Deraa. Durant la campagne de Syrie, en 1941, les Forces françaises libres établissent un quartier général sud à Ghabaghib. Les Britanniques trouvant le nom le nom de la ville trop difficile à prononcer, ils l'appellent « Rhubarbe ».
En 1906, le voyageur William Ewing écrit qu'« à Ghabaghib, [...] les grandes citernes et les ruines éparpillées témoignent d'une ville au passé prospère ».